# Chaerephon
Chaerephon é um gênero de morcegos da família Molossidae.

## Espécies
- Chaerephon atsinanana Goodman, Buccas, Naidoo, Ratrimomanarivo, Taylor and Lamb, 2010
- Chaerephon aloysiisabaudiae (Festa, 1907)
- Chaerephon ansorgei (Thomas, 1913)
- Chaerephon bemmeleni (Jentink, 1879)
- Chaerephon bivittatus (Heuglin, 1861)
- Chaerephon bregullae (Felten, 1964)
- Chaerephon chapini J. A. Allen, 1917
- Chaerephon gallagheri (Harrison, 1975)
- Chaerephon jobensis (S. Miller, 1902)
- Chaerephon jobimena Goodman & Cardiff, 2004
- Chaerephon johorensis (Dobson, 1873)
- Chaerephon leucogaster (A. Grandidier, 1970)
- Chaerephon major (Trouessart, 1897)
- Chaerephon nigeriae Thomas, 1913
- Chaerephon plicatus (Buchanan, 1800)
- Chaerephon pumilus (Cretzschmar, 1826)
- Chaerephon pusillus Miller, 1902
- Chaerephon russatus J. A. Allen, 1917
- Chaerephon solomonis (Troughton, 1931)
- Chaerephon tomensis (Ibanez & Juste, 1993)